# Elephantomyia (Elephantomyia) luteiannulata luteiannulata
Elephantomyia (Elephantomyia) luteiannulata luteiannulata is een ondersoort van de tweevleugelige Elephantomyia (Elephantomyia) luteiannulata uit de familie steltmuggen (Limoniidae). De ondersoort komt voor in het Neotropisch gebied.